# Baia Sprie
Baia Sprie (rumænsk udtale: [ˌbaja ˈspri.e]  ( hør); ungarsk: Felsőbánya, tysk: Mittelstadt) er en by i distriktet Maramureș  det nordlige Rumænien. Byen har 14.329 (2021) indbyggere. Baia Sprie ligger 9 km fra  fra Baia Mare.
Byen administrerer tre landsbyer: Chiuzbaia (Kisbánya), Satu Nou de Sus (Felsőújfalu) og Tăuții de Sus (Giródtótfalu). Nærliggende samfund er byen Baia Mare og landsbyerne Groși, Dumbrăvița, Șisești og Desești.
Byen var et af de vigtigste minecentre i det nordvestlige Rumænien, idet udvinding af guld og sølv nævnes i dokumenter skrevet i middelalderen, i den tid hvor Siebenbürgen-sakserne koloniserede regionen. De seneste administrative ændringer og omstruktureringen af den rumænske mineindustri har imidlertid bragt denne aktivitet næsten helt til ophør.

## Historie
Den første skriftlige omtale af bygden stammer fra 1329 som "Civitas in medio monte", i 1406 som "civitas Medii Montis', i 1390, 1452, 1455 som "civitas Felsevbanya", og siden 1523 som Felsőbánya. Byens gamle rumænske navn var Baia de Sus, som betyder "Øvre mine", det samme som på ungarsk.
Byen lå i Komitat Sathmar, i Kongeriget Ungarn. Kong Sigismund, den hellige romerske kejser, som en del af traktaten med Serbienns hersker Despot Stefan Lazarević, gav ham Baia Sprie som gave i 1411, indtil Lazarević' død i 1427. Et år senere blev Lazarevićs efterfølger, Despotus Đurađ Branković af Serbien, herre over Baia Sprie. I 1567 blev Baia Sprie annekteret af Johan 2. Zápolya, Prins af Transsylvanien. I 1605-1606, 1621-1629 og 1645-1648 var byen og komitatet en del af Fyrstendømmet Transsylvanien.
Efter Østrig-Ungarns sammenbrud i slutningen af Første Verdenskrig og erklæringen af Transsylvaniens union med Rumænien (en) overtog den Rumænske hær kontrollen med området i foråret 1919 under Den ungarnsk-rumænske krig (en). Byen blev officielt en del af Kongeriget Rumænien i juni 1920 i henhold til Trianon-traktaten, som afstod området fra Ungarn. I august 1940 overdrog Wienerdiktatet (en), der blev bestemt af Tyskland og Italien, Det nordlige Transsylvanien (en) (som omfattede Baia Sprie) fra Rumænien til Kongeriget Ungarn. Mod slutningen af Anden Verdenskrig blev byen dog tilbageerobret fra ungarske og tyske tropper af rumænske og Sovjets styrker i oktober 1944. Byen hørte skiftevis til Baia Mare-regionen (i 1950-1960), Maramureș (1960-1968) og fra 1968 til distriktet Maramureș.